# Juliane Reichardt
Juliane Reichardt, geborene Juliane Benda (* 14. Mai 1752 in Potsdam; † 11. Mai 1783 in Berlin) war eine deutsche Sängerin (Sopran) und Komponistin aus der Familie Benda. Sie war die jüngste Tochter des preußischen Hofviolinisten und Komponisten Franz Benda und seiner Frau Franziska Benda, geborene Stephain. 1776 wurde sie Ehefrau des Berliner Kapellmeisters Johann Friedrich Reichardt.

## Leben

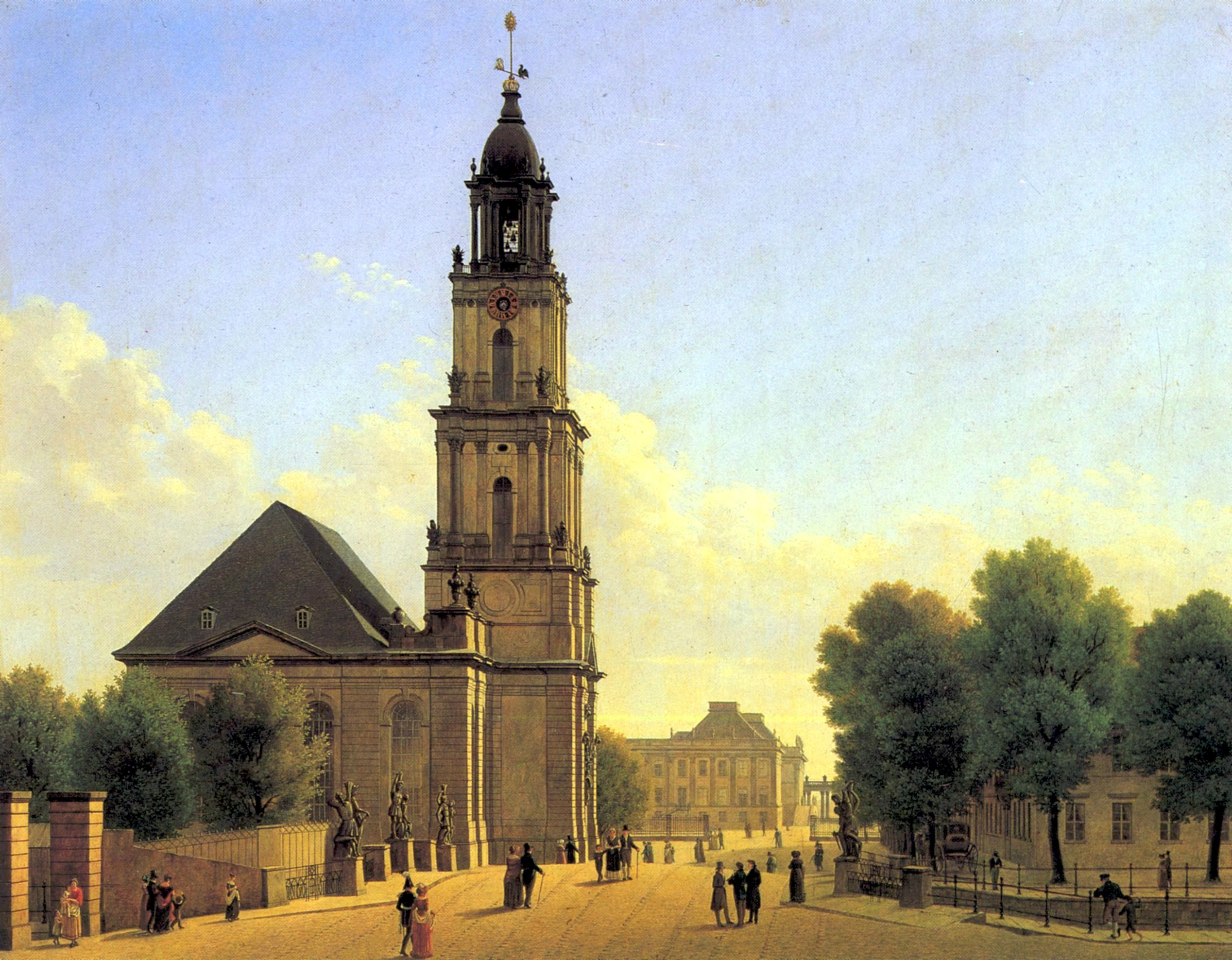
Garnisonkirche Potsdam (erbaut 1730–1735), Gemälde von Carl Hasenpflug um 1827

Die Familie von Franz Benda lebte in Potsdam, wo ihr achtes Kind am 19. Mai 1752 in der dortigen Garnisonkirche auf den Namen Bernhardine Juliane Benda getauft wurde. Die Mutter Franziska Louise Eleonore Stephanie, Beamtentochter und ehemalige Kammerjungfrau der Bayreuther Markgräfin Wilhelmine, einer Schwester Friedrichs II, starb bereits 1758. Drei Jahre später heiratete der Witwer Benda deren jüngere Schwester Caroline Wilhelmine Stephanie, erste Kammerjungfrau bei Herzogin Anna Amalia von Sachsen-Weimar-Eisenach. Zwei ältere Schwestern Juliane Bendas blieben nach der Hochzeit dauerhaft in Weimar, zunächst als Hofdamen, Maria Carolina Benda auch als Hofsängerin. Dies bedeutete für die gesamte Musikerfamilie Benda eine wertvolle gesellschaftliche und berufliche Verbindung zwischen Berlin und Weimar, besonders als sie dort selbst heirateten: die Sängerin, Pianistin und Komponistin Maria Carolina Benda (1742–1820) 1770 den Hofkomponisten Ernst Wilhelm Wolf, Wilhelmine Louise Dorothea Benda (1741–1798) 1777 den Goethevertrauten, Hofmedikus und Apotheker Wilhelm Heinrich Sebastian Bucholz.
Von ihrem Vater wurde Juliane Benda in Gesang, Klavier und Komposition unterrichtet. In ihrem Elternhaus verkehrten namhafte durchreisende Künstler wie der vielseitige Musikschaffende Wilhelm Karl Rust, der Musikjournalist Charles Burney, der Verleger, Übersetzer und Komponist Johann Joachim Christoph Bode und der Komponist und Schriftsteller Johann Friedrich Reichardt, Juliane Bendas späterer Ehemann. In dessen Begleitung lernte sie später auf Reisen weitere Persönlichkeiten wie Matthias Claudius in Hamburg und Johann Gottfried Herder in Weimar persönlich kennen.
Schon vor ihrer Verheiratung wurden Juliane Bendas Lieder und Sonaten bewundert: ihre ausdrucksvolle Sopran-Stimme, ihre virtuose Klaviertechnik und empfindsame Vortragsweise begeisterten auch ihren späteren Ehemann. Dies galt insbesondere für ihre Auftritte auf den sogenannten Liebhaberkonzerten, die 1770 gegründet worden waren und bis 1785 vom Hofmusiker (Violine, Klavier) Johann Friedrich Ernst Benda, dem ältesten Sohn von Franz Bendas Bruder Joseph Benda, geleitet wurden. Nach ihrer Heirat 1776 verlagerten sich ihre öffentlichen Auftritte mehr zugunsten eines privaten Wirkens. Das junge Paar bezog in Berlin eine zentral gelegene Dienstwohnung am Dönhoff’schen Platz, wo nach einem früh verstorbenen Sohn die Tochter Louise Reichardt, die spätere Sopranistin, Komponistin und Musikpädagogin, 1779 geboren wurde. Diese verlor ihre Mutter ebenfalls in frühester Jugend bald nach der Geburt eines weiteren Mädchens im Jahre 1783.

## Eine Komponistin der Berliner Liederschule
Eva Weissweiler, die 1981 offenbar als erste Musikwissenschaftlerin ausführlich über Juliane Benda-Reichardt und ihren Kompositionsstil schrieb, zählt diese Komponistin, zusammen mit deren Schwester Maria Carolina Benda und deren Tochter Louise Reichardt (1779–1826), zu den Vertretern der Berliner Liederschule. Mit dem damals hochartifiziellen italienischen Belcanto, wie er in den italienischen Opern im königlichen Opernhaus Berlin erklang, haben diese Lieder nichts gemein. 
Im Gegenteil zeigen sie „bewusst“ die Hinwendung zum „Volkston und populären Styl“ und gelten als

„musikalische Repräsentanten der deutschen Aufklärung, als revolutionäre Vorkämpfer einer antifeudalen Musikkultur.“

„Es ist unverständlich“, so Weissweiler, dass diese Komponistinnen von der Musikwissenschaft übergangen wurden, oder ihr Werk als weiblicher Dilettantismus „fehlinterpretiert werden konnte“. Denn sie gehören derselben Berliner Liederschule wie Johann Abraham Peter Schulz an, dessen Lied „Der Mond ist aufgegangen“ aus den „Gesängen im Volkston“ (1779) zum bekannten Volkslied wurde. 
Mit Juliane Reichardt, ihrer Schwester Maria Carolina Benda (1742–1820, verheiratete Wolf) und ihrer Tochter, der bekannten Komponistin Louise Reichardt (1779–1826) gehören somit drei Komponistinnen aus der Benda-Familie der Berliner Liederschule an.

## Kompositionsstil
Juliane Bendas Lieder wenden sich mit ihrem „volkstonnahen“ Ausdruck an das Bürgertum. Ihre Klavierbegleitungen sind so gesetzt, dass man sich ohne Aufwand selbst begleiten kann, wobei das Klavier die Melodie mitspielt. Eva Weissweiler nennt als Auffälligkeit die Vortragsbezeichnungen, die sich im „zärtlichen“ oder „schwermütigen“ Raum bewegen und den „Gefühlsüberschwang“ der „Wertherzeit“ charakterisieren.

## Werke
Juliane Reichardts Kompositionen sind heute schwer zugänglich und bedürfen der genauen Übersicht und Neuausgabe. Bereits vor ihrer Ehe 1776 begann sie in Eigenregie bis 1780 mehr als 30 Lieder und 2 Klaviersonaten zu veröffentlichen. Sie vertonte teils eigene, teils fremde Texte. (Im Folgenden ist nicht genau ersichtlich, ob Kompositionen doppelt genannt sind.)
von Juliane Reichardt selbst verlegt
- Lieder im Göttinger- und Vossischen Musenalmanach
- 17 Lieder, verlegt bei Bohn, Hamburg
- 2 Klaviersonaten, in derselben Sammlung, nach Weissweiler vermutlich die erste selbständige Publikation einer Komponistin in Deutschland.

Von Johann Friedrich Reichardt unter seinem Namen verlegt
- Lieder Juliane Reichardts

Einzelpublikationen von Juliane Reichardt
- Daphne am Bach. Göttinn Liebe! in: Johann Heinrich Voß (Hrsg.): Musen-Almanach für 1779. Bohn, Hamburg 1779, OCLC 165358933, S. 60.
- Brunnenlied. Laßt nun alles stehn u. liegen. in: Johann Heinrich Voß, Leopold Friedrich Günther von Goekingk (Hrsg.): Musen-Almanach für 1780. Bohn, Hamburg 1780, OCLC 165358930, S. 137.
- Klaviersonata. Hildegard Publ. Co., Bryn Mawr, PA 1998 (bearbeitet von Linda Moot) OCLC 165731772.